# Rajon Hlybokaje

Rajon Hlybokaje, Karte

Der Rajon Hlybokaje (belarussisch Глыбоцкі раён; russisch Глубокский район) ist eine Verwaltungseinheit im Westen der Wizebskaja Woblasz in Belarus. Das administrative Zentrum ist die Stadt Hlybokaje. Der Rajon hat eine Fläche von 1800 km².

## Geographie
Der Rajon Hlybokaje liegt im westlichen Teil der Wizebskaja Woblasz. Die Nachbarrajone in der Woblast Wizebsk sind im Norden und Nordwesten Scharkouschtschyna, im Nordwesten Miory und Polazk, im Osten Uschatschy, im Süden Dokschyzy und im Westen Pastawy.